# Großes Renzeler Moor
Das Große Renzeler Moor ist ein Naturschutzgebiet in den niedersächsischen Gemeinden Varrel und Kirchdorf und dem Flecken Barenburg in der Samtgemeinde Kirchdorf im Landkreis Diepholz.

## Allgemeines
Das Naturschutzgebiet mit dem Kennzeichen NSG HA 252 ist circa 472 Hektar groß. Es ist nahezu deckungsgleich mit dem FFH-Gebiet „Renzeler Moor“ und Bestandteil des aus vier Teilflächen bestehenden, 12.648 Hektar großen EU-Vogelschutzgebietes „Diepholzer Moorniederung“ und größtenteils vom Landschaftsschutzgebiet „Großes Renzeler Moor und Schwarzes Moor“ umgeben. Ein 231,6 Hektar große Teil des Naturschutzgebietes wurde zum 11. Juni 1970 als Naturschutzgebiet „Großes Renzeler Moor“ mit dem Kennzeichen NSG HA 033 ausgewiesen. Am 21. Dezember 2018 gingen die an das Gebiet angrenzenden Naturschutzgebiete „Wiesengebiet am Großen Renzeler Moor“ und „Am Großen Renzeler Moor“ sowie kleine Teile des Landschaftsschutzgebietes „Großes Renzeler Moor und Schwarzes Moor“ im Naturschutzgebiet „Großes Renzeler Moor“ auf. Zuständige untere Naturschutzbehörde ist der Landkreis Diepholz.

## Beschreibung
Das Naturschutzgebiet liegt südwestlich von Sulingen in der Diepholzer Moorniederung. Es stellt ein Hochmoorgebiet unter Schutz, das aufgrund der relativ geringen Mächtigkeit des Moorkörpers nicht industriell abgetorft wurde. Es finden sich im Naturschutzgebiet lediglich Handtorfstiche. Die Entnahme von Torf im Handtorfstichverfahren blieb nach der Unterschutzstellung bis zur Neufassung der Naturschutzverordnung im Jahr 2018 zulässig. Handtorfstiche sind vielfach mit Wasser vollgelaufen und verlanden langsam. Das Gebiet wird von einem Wechsel von Hochmoorresten und mit Moorwäldern bewachsenen Bereichen geprägt. Randbereiche des Naturschutzgebietes sind überwiegend von extensiv genutztem Grünland geprägt. Stellenweise sind Ackerflächen zu finden. Die Grünländer dienen auch als Pufferzone zu den außerhalb des Naturschutzgebietes liegenden, intensiv genutzten, landwirtschaftlichen Nutzflächen.
In feuchten und nassen Bereichen siedeln Scheiden-Wollgras, Glockenheide und Krähenbeere sowie Rundblättriger Sonnentau, Gewöhnliche Moosbeere, Braun- und Schnabelsegge. In den Handtorfstichen sind Wollgras-Torfmoos-Schwingrasen zu finden. Die Moorwälder werden von der Moorbirke dominiert. Dazu gesellt sich die Waldkiefer. Im Unterwuchs mit torfmoosreicher Moosschicht, u. a. mit Trügerischem Torfmoos und Gefranstem Torfmoos, siedeln Scheiden-Wollgras, Schmalblättriges Wollgras und Glockenheide. Die Moorwälder verfügen über einen hohen Alt- und Totholzanteil. Trockenere Bereiche werden von Gräsern wie Pfeifengras, Drahtschmiele und Schafschwingel sowie Besenheide und Krähenbeere eingenommen. Auf stellenweise den Moorkörper durchdringenden Sandrücken, die auf Binnendünen zurückgehen, siedeln Sandtrockenrasen und Sandheide mit Besen- und Glockenheide, Krähenbeere, Harzer Labkraut, Silbergras, Bauernsenf und Kleinem Sauerampfer.
Das Gebiet ist Lebensraum für verschiedene Vogelarten, darunter Rotmilan, Baumfalke, Großer Brachvogel, Rotschenkel, Bekassine, Kiebitz, Krickente, Wachtel, Ziegenmelker, Neuntöter, Heidelerche, Gartenrotschwanz, Braun- und Schwarzkehlchen. Das Naturschutzgebiet ist für in der Diepholzer Moorniederung rastende Kraniche von Bedeutung als Schlafplatz. Während des Vogelzuges ist es auch Rastgebiet für verschiedene andere Vogelarten.
Das Naturschutzgebiet ist auch Lebensraum verschiedener Libellen, darunter der Nordischen Moosjungfer. Amphibien und Reptilien sind u. a. durch Moorfrosch, Kreuzkröte und Schlingnatter vertreten. Die sandigen Bereiche sind Lebensraum für Feldgrille und verschiedene Schmetterlinge und Wildbienen.
Das Gebiet wird über Gräben zur Großen Aue entwässert.

## Historische Kulturlandschaft
Das Moor liegt innerhalb der 4,2 km² großen historischen Kulturlandschaft Renzeler Moor, die von landesweiter Bedeutung ist. Diese Zuordnung zu den Kulturlandschaften in Niedersachsen hat der Niedersächsische Landesbetrieb für Wasserwirtschaft, Küsten- und Naturschutz (NLWKN) 2018 getroffen. Ein besonderer, rechtlich verbindlicher Schutzstatus ist mit der Klassifizierung nicht verbunden.